# 居林 (錫瓦斯省)

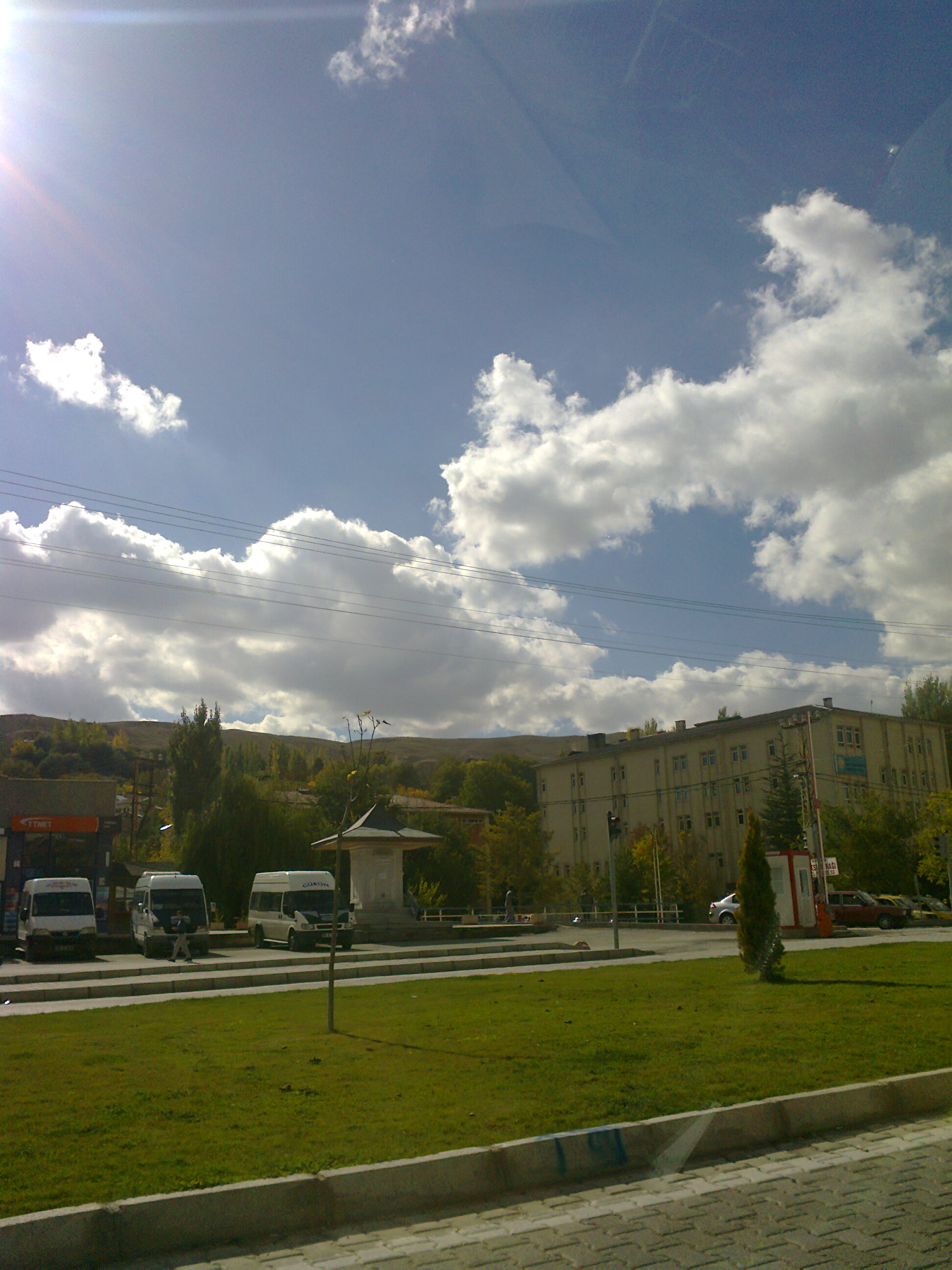

居林是土耳其的城鎮，由錫瓦斯省負責管轄，位於該國中部，距離首府錫瓦斯137公里，面積2,797平方公里，每年平均降雨量1,334毫米，2009年人口9,661。

## 外部連結
- World Surface - Gürün, Turkey

38°43′21″N 37°16′39″E / 38.7225°N 37.2775°E